# أومبرتو باسكوالي
أومبرتو باسكوالي (بالإيطالية: Umberto Pasquale)‏ هو كاتب ومؤلف إيطالي، ولد في 1 سبتمبر 1906 في فينيولي بوربيرا في إيطاليا، وتوفي في 5 مارس 1985 في ريفولي في إيطاليا.